# Alchemilla amoena
Alchemilla amoena är en rosväxtart som först beskrevs av Czecz., och fick sitt nu gällande namn av Werner Hugo Paul Rothmaler. Alchemilla amoena ingår i släktet daggkåpor, och familjen rosväxter. Inga underarter finns listade i Catalogue of Life.